# Festival Eurovisão da Canção 1969
O Festival Eurovisão da Canção 1969 (em inglês: Eurovision Song Contest 1969, em francês: Concours Eurovision de la chanson 1969 e em castelhano: Festival de la Canción de Eurovisión 1969) foi o 14º Festival Eurovisão da Canção e realizou-se em 29 de março de 1969 em  Madrid. Laurita Valenzuela foi a apresentadora do evento. O Festival terminou com um empate entre quatro intérpretes: Salomé que representou a Espanha com a canção "Vivo Cantando", Lulu que representou o Reino Unido, com a canção "Boom Bang-a-Bang", Lenny Kuhr que representou os Países Baixos com a canção "De troubadour" e Frida Boccara que representou a França com a canção "Un jour, un enfant".
Portugal, representado por Simone de Oliveira, com a música "Desfolhada Portuguesa", poema de Ary dos Santos, foi considerada tantos pelos jornalistas como pelos seus pares, como uma candidata à vitória. Contudo, para além do penúltimo lugar conquistado, no dia anterior à edição, Simone e uma das coristas foram hospitalizadas por intoxicação alimentar.
Este foi o primeiro Festival Eurovisão da Canção em que ocorreu um empate no 1º lugar, com 4 países obtendo 18 pontos. O problema foi que na época não havia uma regra em caso de empate, e então os quatro países foram declarados vencedores, provocando uma onda de contestação, com vários países a desistirem na edição seguinte.
A Áustria não participou neste Festival, porque não desejava enviar um cantor a um país que era governado por um ditador. Francisco Franco, que governava a Espanha na época. Salvador Dalí foi responsável pela publicidade deste festival.
O Liechtenstein desejou participar neste festival e escolheu mesmo uma canção "Un beau matin" (Uma bela manhã), mas Liechtenstein não tinha uma televisão pública e ainda por cima não era membro da UER. Desta forma foi impedido de participar no evento. No entanto, tudo isso não passou de um rumor criado pelo animador e comediante francês, Jacques Martin. O País de Gales tinha intenção de participar, mas foi-lhe recusado, devido ao facto de fazer parte do Reino Unido.
Durante a edição, algumas delegações pediram ao governo espanhol a libertação de certos presos políticos.

## Local

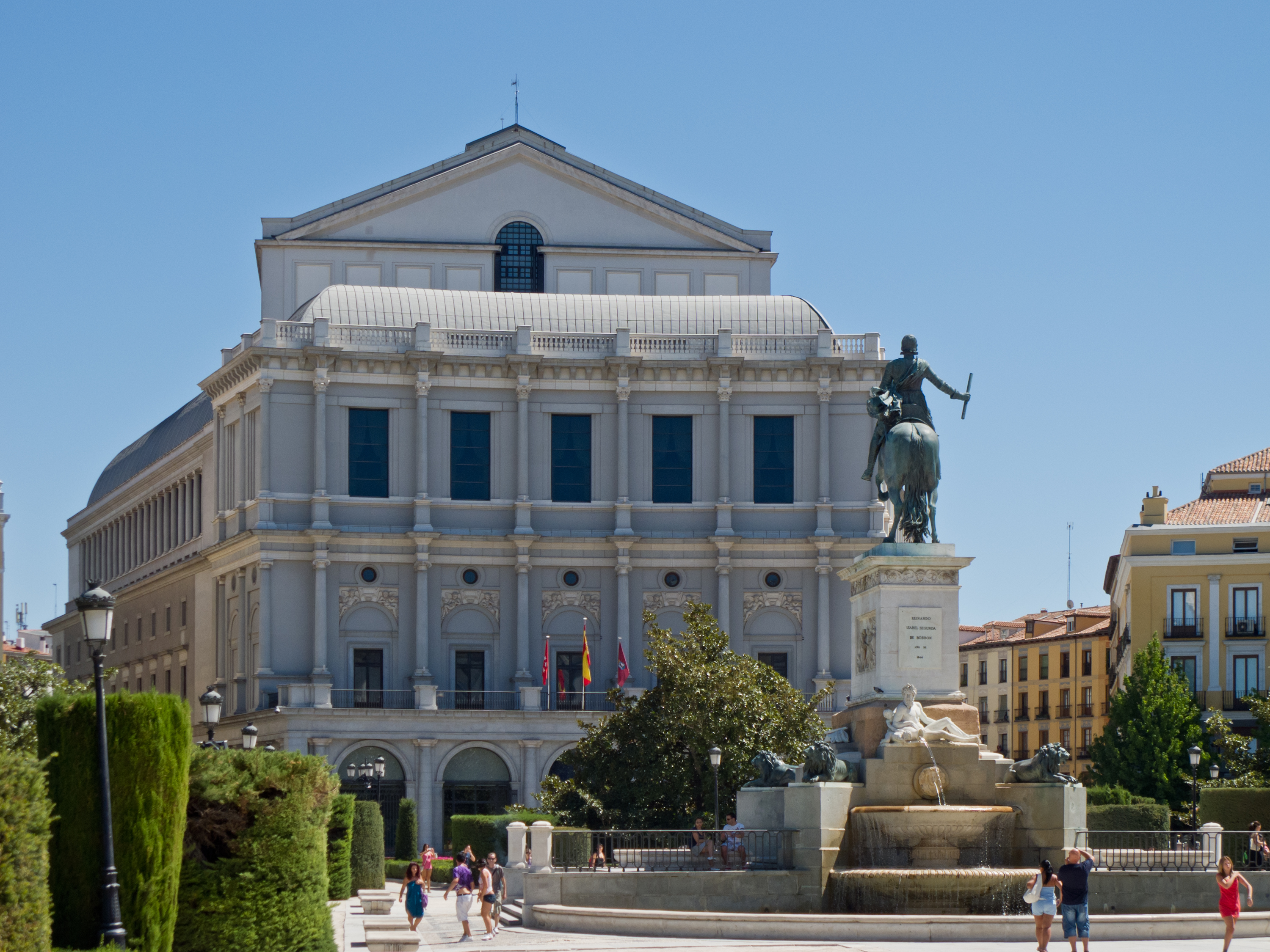
Teatro Real, em Madrid, em Espanha.

O Festival Eurovisão da Canção 1969 ocorreu em Madrid, em Espanha. Madrid é a capital e a maior cidade em Espanha, tal como no município de Madrid e na Comunidade autónoma de Madrid. A cidade foi edificada nas margens do rio Manzanares, no centro do país. Devido à sua localização geográfica e histórica, é juntamente com Lisboa o centro financeiro e político da Península Ibérica. No seguimento da restauração da democracia, em 1975, e a adesão à CEE, em 1985, a cidade de Madrid tem vindo a desempenhar um papel importante na economia europeia, tornando-se num dos principais focos financeiros do Sul da Europa.
O festival em si realizou-se no Teatro Real, uma casa de ópera localizado em Madrid. O teatro foi reaberto em 1966 como um teatro de concertos e da principal sala de concertos da Orquestra Nacional espanhol e da Orquestra Sinfónica RTVE.

## Formato
O artista surrealista Salvador Dalí foi o responsável pela acção publicitária que foi feita ao Festival Eurovisão de 1969, como também o desenho da escultura de metal usado no palco.
Áustria optou por não participar pois não queria enviar nenhuma representação sua a um país que vivia sobre o domínio de um ditador (Franco). O Liechtenstein tentou fazer a sua estreia, mas, como não tinha uma televisão de serviço público, nem era membro da UER, não pôde participar. A música escolhida seria "Un beau matin", interpretada por Vetty. Além disso, a música foi escrita em francês, enquanto a língua nacional do Liechtenstein é o alemão. Mais tarde, foi revelado de que tudo não passava de uma piada, montada pelo animador e comediante francês, Jacques Martin. O País de Gales também teve intenção de se estrear, através da BBC Cymru, fazendo inclusive uma final nacional, Cân i Gymru, mas foi impedida de participar por não ser um país soberano. Apenas a BBC tinha o direito exclusivo de representar o Reino Unido.
A produção e organização do concurso foi um desafio para a TVE, que transmitiu o festival a cores, ainda em fase de testes, para vários países. Como a TVE não tinha câmaras a cores, teve que alugá-los na televisão pública alemã. Finalmente, os espectadores espanhóis viram o concurso em preto e branco, pois a televisão espanhola ainda não se convertera à cor. O evento foi seguido ao vivo nos países membros da UER e Intervisão, bem como por satélite no Chile, Porto Rico e, pela primeira vez, no Brasil.
Este foi o primeiro Festival Eurovisão da Canção em que ocorreu um empate no 1º lugar, com 4 países obtendo 18 pontos. O problema foi que na época não havia uma regra em caso de empate, e então os quatro países foram declarados vencedores. Isto causou um problema com as medalhas entregues aos vencedores não serem suficientes para todos. Apenas as intérpretes receberam medalhas, com os compositores a receber após a edição. Muitos países ficaram irritados com o sistema de votação, levando à sua desistência no ano seguinte, acusando-o de favorecer os grandes países. No caso de Espanha, foi a primeira vez que um país ganhou dois anos consecutivos.
Madrid animou-se com a Eurovisão: foram várias as festas, jantares, cocktails, e até visitas a museus preparados para os artistas.

## Visual
O vídeo introdutório começou com um close-up da escultura de metal no palco definitivo criado pelo artista surrealista espanhol, Salvador Dalí, feita especialmente para a ocasião. O plano se expande para revelar o órgão que tocou o "Te Deum" de Marc-Antoine Charpentier. Depois, a orquestra começou a partitura de "La, la, la", a música vencedora do ano anterior.
A apresentadora da edição foi Laurita Valenzuela, que apresentou em castelhano, inglês e francês. Ela cumprimentou todos os países participantes nos seus idiomas e, em seguida, introduziu cada música. A competição foi produzida em cores para a transmissão internacional, enquanto que na televisão espanhola não foi sequer passada para a cor. Os espectadores espanhóis viram este concurso em preto e branco.
A orquestra, instalada num buraco ao pé do palco, foi dirigida por Augusto Algueró. O palco foi decorado com quatro camadas de flores rosa. No fundo, foram instalados um órgão e a escultura de Dali. Na parede esquerda, havia uma reprodução colorida da sigla Eurovisão e na parede à direita, o quadro de votação.
Depois das músicas, Laurita convidou o público e os espectadores a assistir a um filme filmado para a ocasião, feito por Salvador Dalí, intitulado "La España diferente". Foi dedicado aos quatro elementos que compõem a Espanha: terra, ar, água e fogo. Inspirado pelo surrealismo, o filme explorou os temas dos quatro elementos, através de vistas turísticas de paisagens e monumentos espanhóis. Alhambra, em Granada e a Sagrada Família apareceram na tela. O acompanhamento musical foi composto por Luis de Pablo.

## Votação
Mais uma vez os países votaram pela mesma ordem à da sua actuação, algo que foi feito aparentemente para acelerar o espetáculo, pois os países a actuar não podiam (nem podem) atribuir pontos a si mesmos, sendo assim poderiam acabar a sua votação a tempo de serem os primeiros a serem chamados. O sistema de votação foi o mesmo utilizado em edições anteriores, em que cada país tinha um júri composto por dez membros, e cada um desses dez jurados atribuía um ponto à sua canção preferida.
O supervisor delegado pela UER foi, mais uma vez, Clifford Brown, acompanhado por dois secretários, que interveio para pedir aos porta-vozes espanhol e monegasco para repetir os votos. O voto foi efetuado sem mais incidentes, mas no final ocorreu um evento totalmente imprevisto. Nada menos do que quatro países empatados em primeiro lugar. A plateia prendeu a respiração e Laurita não sabia quem seria a vencedora. Seguiu-se um diálogo em francês entre a apresentadora e o supervisor, que acabou com Brown a confirmar a vitória dos quatro países. Não havia disposições no regulamento para decidir sobre qualquer empate.

### Desempate
Se a regra de desempate implementada em 1991 (onde ocorreu uma situação semelhante) tivesse sido aplicada em 1969, os Países Baixos seriam os vencedores, pois receberam 6 pontos da França, em 2º ficaria o Reino Unido, por ter recebido 5 pontos da Suécia, em 3º ficaria a França, por ter recebido 4 pontos da Irlanda e do Reino Unido e em 4º Espanha. Por outro lado, com a atual regra de desempate em vigor (ou seja, a música que recebeu votos de mais países, então a música que recebeu pontuações mais elevadas em caso de outro empate), a França teria sido a vencedora, com Espanha em 2º lugar. Ambos os países receberam votos de 9 países, mas a França recebeu 4 pontos de 2 países, enquanto a Espanha recebeu 3 pontos como seu maior voto. Em 3º ficaria o Reino Unido, que foi pontuado por 8 países e em 4º os Países Baixos, que foram pontuados por 7 países.
A tabela seguinte apresenta, de forma mais resumida o resultado de acordo com as regras de desempate aplicadas ao longo dos anos.
| País            | Artista       | Pontos | Maior pontuação | Países que pontuaram |
| --------------- | ------------- | ------ | --------------- | -------------------- |
| Países Baixos   | Lenny Kuhr    | 18     | 6               | 7 em 15              |
| Reino Unido     | Lulu          | 18     | 5               | 8 em 15              |
| França          | Frida Boccara | 18     | 4               | 9 em 15              |
| Estado espanhol | Salomé        | 18     | 3               | 9 em 15              |

## Participações individuais
Predefinição:Participações Individuais ESC1969

## Participantes

Países participantes

Entre os representantes mais conhecidos estavam Simone de Oliveira, que voltaria a representar Portugal, com a sua canção de maior sucesso "Desfolhada Portuguesa"; Salomé, representando a Espanha, que usava um vestido de 14 quilos feito de porcelana. Além disso a cantora dançou o que quebrava uma das regras da altura, causando uma onda de protestos em inúmeros países; Jean Jacques Bortolai, que representou o Mónaco, tinha apenas 12 anos, tornando-se um dos artistas mais novos a atuar no palco da Eurovisão, numa altura que não existia nenhuma regra de limite mínimo de idade. Muriel Day, representando a Irlanda, foi a primeira artista feminina e a primeira artista de origem da Irlanda do Norte a representar o seu país; Lenny Kuhr, representado os Países Baixos, escreveu sua própria música. A ideia chegara-lhe a meio da noite. Ela então acordou os seus pais para lhes mostras a sua nova composição; Kirsti Sparboe, representando a Noruega pela terceira vez, causou polémica pelo seu vestido feito de pele de baleia; Frida Boccara, representado a França, não pôde comparecer aos ensaios, pois contraíra uma infecção na garganta que foi curada por injecção, horas antes do início do concurso; Romuald, representando o Luxemburgo, já havia representado o Mónaco no Festival Eurovisão da Canção 1964; finalmente, Siw Malmkvist, representando a Alemanha Ocidental, já havia representado a Suécia no Festival Eurovisão da Canção 1960
A canção representante de Portugal, "Desfolhada Portuguesa", interpretada por Simone de Oliveira, foi uma das músicas que marcou esta edição, sendo mesmo considerada uma das fortes candidatas à vitória, inclusive entre os seus pares. Em Portugal, os teatros chegaram mesmo a mudar a hora dos seus espetáculos para que nenhum acontecesse ao mesmo tempo do certame, tal era a expectativa em volta da canção portuguesa. Contudo, Portugal acabou a votação em 15º e penúltimo lugar, recebendo apenas 4 pontos. Mal acabou a votação, a equipa do Diário de Notícias foi ao camarim de Simone, onde assistiu a dois momentos impressionantes: o primeiro foi quando o ministro da Informação e Turismo espanhol foi pedir desculpa a Simone; depois foi um jornalista espanhol dizer-lhe que era a vencedora moral. "Não é costume pedir desculpa quando não se cometem erros…", conclui o jornal. A cantora estava calma: "que hei de fazer? Sigo cantando", disse ela, que tinha a certeza de ter dado o melhor de si. Com o avançar da conversa, partilhou com o jornalista a desconfiança de ter havido uma irregularidade na votação, porque foi o primeiro empate e logo entre quatro canções. Para além disso, a participação portuguesa esteve em risco, após Simone de Oliveira e uma das coristas terem ido parar ao hospital no dia anterior por intoxicação alimentar. Chegou-se mesmo a falar em sabotagem. Estas situações provocaram uma grande manifestação de apoio à nossa intérprete na estação de Santa Apolónia. Quando Simone de Oliveira chegou, foi recebida em festa pelos milhares de populares, na maior recepção a um artista português jamais feita em Portugal, só repetida pela receção a Salvador e Luísa Sobral 48 anos mais tarde, quando Portugal venceu o Festival Eurovisão da Canção 2017. Esta edição foi especialmente recordada na série da RTP1 "Conta-me como Foi", nalguns episódios da 2ª temporada.
| País            | Título original da Canção           | Artista                  | Processo                                   | Data da Selecção           |
| País            | Tradução em Português               | Idiomas de Interpretação | Processo                                   | Data da Selecção           |
| --------------- | ----------------------------------- | ------------------------ | ------------------------------------------ | -------------------------- |
| Alemanha        | "Primaballerina"                    | Siw Malmkvist            | Ein Lied Für Madrid 1969                   | 22 de fevereiro de de 1969 |
| Alemanha        | Primaballerina                      | Alemão                   | Ein Lied Für Madrid 1969                   | 22 de fevereiro de de 1969 |
| Bélgica         | "Jennifer Jennings"                 | Louis Neefs              | Nationale finale Songfestival 1969         | 22 de fevereiro de 1969    |
| Bélgica         | Jennifer Jennings                   | Holandês                 | Nationale finale Songfestival 1969         | 22 de fevereiro de 1969    |
| Estado espanhol | "Vivo cantando"                     | Salomé                   | Preselección de Eurovision 1969            | 22 de fevereiro de 1969    |
| Estado espanhol | Vivo a cantar                       | Castelhano               | Preselección de Eurovision 1969            | 22 de fevereiro de 1969    |
| Finlândia       | "Kuin silloin ennen"                | Jarkko & Laura           | Euroviisut 1969                            | 22 de fevereiro de de 1969 |
| Finlândia       | Como naqueles tempos                | Finlandês                | Euroviisut 1969                            | 22 de fevereiro de de 1969 |
| França          | "Un jour, un enfant"                | Frida Boccara            | Sélection française 1969                   | -                          |
| França          | Um dia, uma criança                 | Francês                  | Sélection française 1969                   | -                          |
| Irlanda         | "The Wages of Love"                 | Muriel Day               | Irish Final 1969                           | 16 de fevereiro de 1969    |
| Irlanda         | Os Salários do Amor                 | Inglês                   | Irish Final 1969                           | 16 de fevereiro de 1969    |
| Itália          | "Due grosse lacrime bianche"        | Iva Zanicchi             | Seleção Interna                            | -                          |
| Itália          | Duas grandes lágrimas brancas       | Italiano                 | Seleção Interna                            | -                          |
| Iugoslávia      | "Pozdrav svijetu" (Поздрав свијету) | Ivan & 4M                | Pjesma Eurovizije 1969                     | 15 de fevereiro de 1969    |
| Iugoslávia      | Olá mundo                           | Servo-croata             | Pjesma Eurovizije 1969                     | 15 de fevereiro de 1969    |
| Luxemburgo      | "Catherine"                         | Romuald                  | Selecção Interna                           | -                          |
| Luxemburgo      | Catherine                           | Francês                  | Selecção Interna                           | -                          |
| Mónaco          | "Maman, Maman"                      | Jean Jacques             | Selecção Interna                           | -                          |
| Mónaco          | Mãe, mãe                            | Francês                  | Selecção Interna                           | -                          |
| Noruega         | "Oj, Oj, Oj, så glad jeg skal bli"  | Kirsti Sparboe           | Melodi Grand-Prix 1969                     | 1 de março de 1969         |
| Noruega         | Uau, Uau, Uau, como estarei feliz   | Norueguês                | Melodi Grand-Prix 1969                     | 1 de março de 1969         |
| Países Baixos   | "De troubadour"                     | Lenny Kuhr               | Nationaal Songfestival 1969                | 26 de fevereiro de 1969    |
| Países Baixos   | O trovador                          | Holandês                 | Nationaal Songfestival 1969                | 26 de fevereiro de 1969    |
| Portugal        | "Desfolhada portuguesa"             | Simone de Oliveira       | Grande Prémio TV da Canção Portuguesa 1969 | 24 de fevereiro de 1969    |
| Portugal        | Desfolhada portuguesa               | Português                | Grande Prémio TV da Canção Portuguesa 1969 | 24 de fevereiro de 1969    |
| Reino Unido     | "Boom Bang-a-Bang"                  | Lulu                     | A Song For Europe 1969                     | 22 de fevereiro de 1969    |
| Reino Unido     | Boom Bang-a-Bang                    | Inglês                   | A Song For Europe 1969                     | 22 de fevereiro de 1969    |
| Suécia          | "Judy, min vän"                     | Tommy Körberg            | Melodifestivalen 1969                      | 1 de março de 1969         |
| Suécia          | Judy, minha amiga                   | Sueco                    | Melodifestivalen 1969                      | 1 de março de 1969         |
| Suíça           | "Bonjour, Bonjour"                  | Paola del Medico         | Seleção interna                            | -                          |
| Suíça           | Bom dia, Bom dia                    | Alemão                   | Seleção interna                            | -                          |

## Festival
| #   | País            | Idioma       | Artista            | Canção                              | Lugar | Pontos |
| --- | --------------- | ------------ | ------------------ | ----------------------------------- | ----- | ------ |
| 1º  | Iugoslávia      | Servo-croata | Ivan & 3M          | "Pozdrav svijetu" (Поздрав свијету) | 13º   | 5      |
| 2º  | Luxemburgo      | Francês      | Romuald            | "Catherine"                         | 11º   | 7      |
| 3º  | Estado espanhol | Castelhano   | Salomé             | "Vivo cantando"                     | 1º    | 18     |
| 4º  | Mónaco          | Francês      | Jean Jacques       | "Maman, Maman"                      | 6º    | 11     |
| 5º  | Irlanda         | Inglês       | Muriel Day         | "The Wages of Love"                 | 7º    | 10     |
| 6º  | Itália          | Italiano     | Iva Zanicchi       | "Due grosse lacrime bianche"        | 13º   | 5      |
| 7º  | Reino Unido     | Inglês       | Lulu               | "Boom Bang-a-Bang"                  | 1º    | 18     |
| 8º  | Países Baixos   | Holandês     | Lenny Kuhr         | "De troubadour"                     | 1º    | 18     |
| 9º  | Suécia          | Sueco        | Tommy Körberg      | "Judy, min vän"                     | 9º    | 8      |
| 10º | Bélgica         | Holandês     | Louis Neefs        | "Jennifer Jennings"                 | 7º    | 10     |
| 11º | Suíça           | Alemão       | Paola del Medico   | "Bonjour, Bonjour"                  | 5º    | 13     |
| 12º | Noruega         | Norueguês    | Kirsti Sparboe     | "Oj, Oj, Oj, så glad jeg skal bli"  | 16º   | 1      |
| 13º | Alemanha        | Alemão       | Siw Malmkvist      | "Primaballerina"                    | 9º    | 8      |
| 14º | França          | Francês      | Frida Boccara      | "Un jour, un enfant"                | 1º    | 18     |
| 15º | Portugal        | Português    | Simone de Oliveira | "Desfolhada Portuguesa"             | 15º   | 4      |
| 16º | Finlândia       | Finlandês    | Jarkko & Laura     | "Kuin silloin ennen"                | 12º   | 6      |

### Resultados
A ordem de votação no Festival Eurovisão da Canção 1969, foi a seguinte:

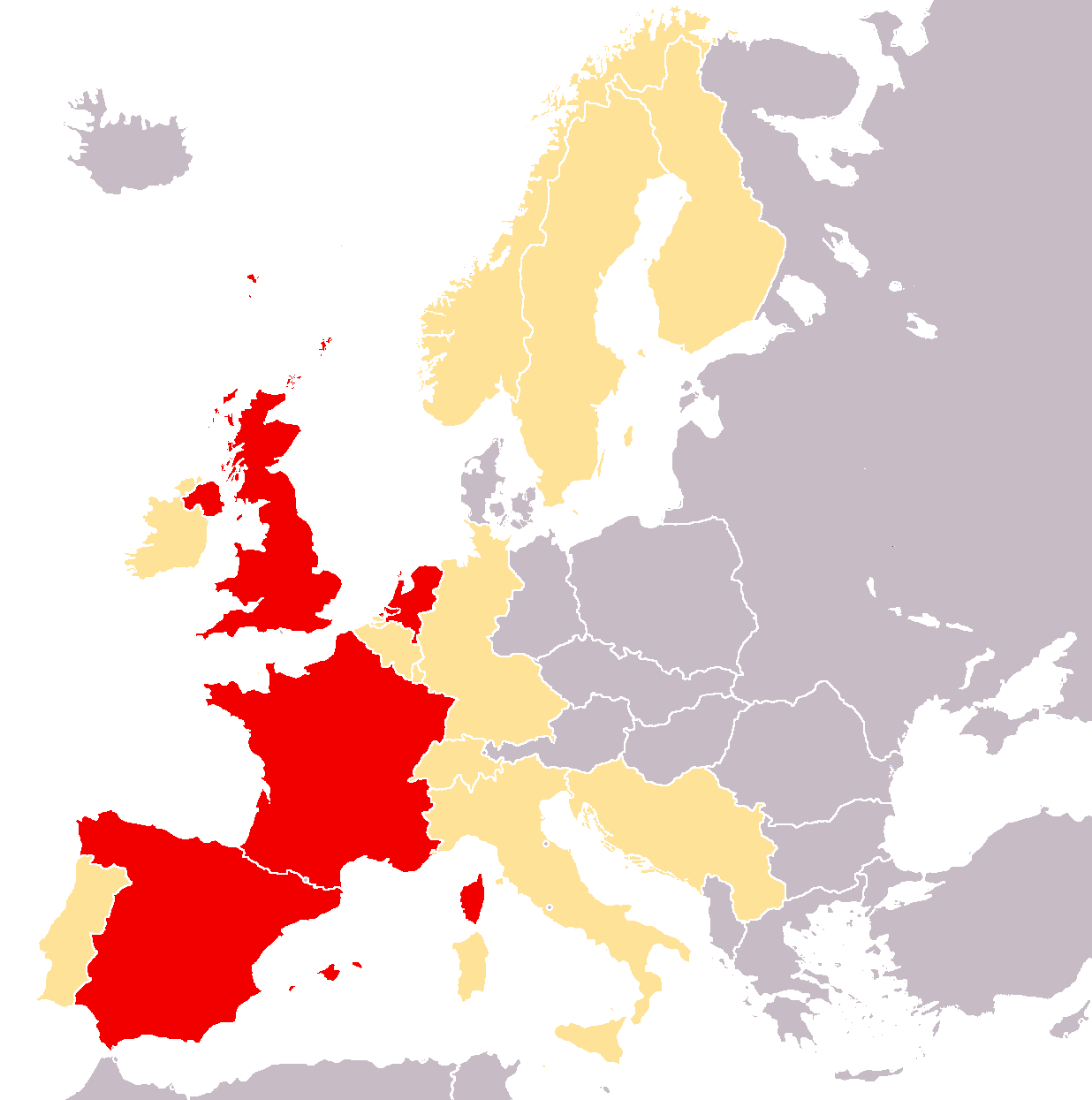
Vencedores

| Países Votantes | Países Pontuados                              | Países Pontuados | Países Pontuados | Países Pontuados | Países Pontuados     | Países Pontuados | Países Pontuados | Países Pontuados | Países Pontuados | Países Pontuados | Países Pontuados | Países Pontuados | Países Pontuados | Países Pontuados | Países Pontuados | Países Pontuados |
| --------------- | --------------------------------------------- | ---------------- | ---------------- | ---------------- | -------------------- | ---------------- | ---------------- | ---------------- | ---------------- | ---------------- | ---------------- | ---------------- | ---------------- | ---------------- | ---------------- | ---------------- |
| Países Votantes | República Socialista Federativa da Iugoslávia | Luxemburgo       | Espanha          | Mónaco           | República da Irlanda | Itália           | Reino Unido      | Países Baixos    | Suécia           | Bélgica          | Suíça            | Noruega          | Alemanha         | França           | Portugal         | Finlândia        |
| Iugoslávia      |                                               | 1                | 1                |                  |                      | 1                | 1                |                  |                  |                  | 2                |                  | 3                |                  |                  |                  |
| Luxemburgo      |                                               |                  | 2                |                  |                      |                  | 4                | 2                |                  |                  |                  |                  |                  | 1                |                  | 1                |
| Estado espanhol | 1                                             |                  |                  | 2                |                      |                  |                  |                  |                  | 2                |                  |                  | 2                |                  | 2                | 1                |
| Mónaco          |                                               | 3                | 3                |                  |                      | 1                |                  | 1                |                  |                  |                  |                  |                  | 2                |                  |                  |
| Irlanda         |                                               |                  | 1                |                  |                      | 1                |                  |                  |                  |                  | 3                |                  |                  | 3                |                  | 1                |
| Itália          |                                               |                  |                  | 4                |                      |                  | 3                | 3                |                  |                  |                  |                  |                  |                  |                  |                  |
| Reino Unido     |                                               |                  |                  |                  | 1                    |                  |                  |                  |                  | 3                | 1                |                  |                  | 4                |                  |                  |
| Países Baixos   |                                               | 1                |                  | 2                | 1                    |                  | 1                |                  | 1                | 1                |                  |                  |                  | 2                |                  | 1                |
| Suécia          |                                               |                  |                  | 2                | 1                    |                  | 5                |                  |                  |                  |                  | 1                |                  | 1                |                  |                  |
| Bélgica         | 1                                             | 1                | 3                | 1                |                      |                  |                  | 1                |                  |                  | 1                |                  | 1                |                  | 1                |                  |
| Suíça           |                                               |                  |                  |                  | 3                    |                  |                  | 4                |                  | 2                |                  |                  |                  | 1                |                  |                  |
| Noruega         |                                               |                  | 1                |                  |                      |                  |                  | 1                | 3                | 2                | 1                |                  | 1                |                  |                  | 1                |
| Alemanha        |                                               | 1                | 3                |                  | 1                    |                  | 1                |                  |                  |                  | 2                |                  |                  | 1                |                  | 1                |
| França          |                                               |                  | 2                |                  |                      |                  |                  | 6                |                  |                  |                  |                  | 1                |                  | 1                |                  |
| Portugal        | 3                                             |                  | 2                |                  |                      | 1                | 1                |                  | 1                |                  |                  |                  |                  | 2                |                  |                  |
| Finlândia       |                                               |                  |                  |                  | 3                    | 1                | 1                |                  | 3                |                  | 2                |                  |                  |                  |                  |                  |
| Total           | 5                                             | 7                | 18               | 11               | 10                   | 5                | 18               | 18               | 8                | 10               | 13               | 1                | 8                | 18               | 4                | 6                |
| Lugar           | 13º                                           | 11º              | 1º               | 6º               | 7º                   | 13º              | 1º               | 1º               | 9º               | 7º               | 5º               | 16º              | 9º               | 1º               | 15º              | 12º              |
| Países Votantes | República Socialista Federativa da Iugoslávia | Luxemburgo       | Espanha          | Mónaco           | República da Irlanda | Itália           | Reino Unido      | Países Baixos    | Suécia           | Bélgica          | Suíça            | Noruega          | Alemanha         | França           | Portugal         | Finlândia        |
| Países Votantes | Países Pontuados                              |                  |                  |                  |                      |                  |                  |                  |                  |                  |                  |                  |                  |                  |                  |                  |

| Países Votantes | Países Pontuados                              | Países Pontuados | Países Pontuados | Países Pontuados | Países Pontuados     | Países Pontuados | Países Pontuados | Países Pontuados | Países Pontuados | Países Pontuados | Países Pontuados | Países Pontuados | Países Pontuados | Países Pontuados | Países Pontuados | Países Pontuados |
| --------------- | --------------------------------------------- | ---------------- | ---------------- | ---------------- | -------------------- | ---------------- | ---------------- | ---------------- | ---------------- | ---------------- | ---------------- | ---------------- | ---------------- | ---------------- | ---------------- | ---------------- |
| Países Votantes | República Socialista Federativa da Iugoslávia | Luxemburgo       | Espanha          | Mónaco           | República da Irlanda | Itália           | Reino Unido      | Países Baixos    | Suécia           | Bélgica          | Suíça            | Noruega          | Alemanha         | França           | Portugal         | Finlândia        |
| Iugoslávia      | 0                                             | 1                | 1                | 0                | 0                    | 1                | 2                | 0                | 0                | 0                | 2                | 0                | 3                | 0                | 0                | 0                |
| Luxemburgo      | 0                                             | 1                | 3                | 0                | 0                    | 1                | 6                | 2                | 0                | 0                | 2                | 0                | 3                | 1                | 0                | 1                |
| Estado espanhol | 1                                             | 1                | 3                | 2                | 0                    | 1                | 6                | 2                | 0                | 2                | 2                | 0                | 5                | 1                | 2                | 2                |
| Mónaco          | 1                                             | 4                | 6                | 2                | 0                    | 2                | 6                | 3                | 0                | 2                | 2                | 0                | 5                | 3                | 1                | 2                |
| Irlanda         | 1                                             | 4                | 7                | 2                | 0                    | 3                | 6                | 3                | 0                | 2                | 5                | 0                | 5                | 7                | 1                | 3                |
| Itália          | 1                                             | 4                | 7                | 6                | 0                    | 4                | 9                | 6                | 0                | 2                | 5                | 0                | 5                | 7                | 1                | 3                |
| Reino Unido     | 1                                             | 4                | 7                | 6                | 1                    | 4                | 9                | 6                | 0                | 5                | 7                | 0                | 5                | 11               | 1                | 3                |
| Países Baixos   | 1                                             | 5                | 7                | 8                | 2                    | 4                | 10               | 6                | 1                | 6                | 7                | 0                | 5                | 13               | 1                | 4                |
| Suécia          | 1                                             | 5                | 7                | 10               | 3                    | 4                | 15               | 6                | 1                | 6                | 7                | 1                | 5                | 14               | 1                | 4                |
| Bélgica         | 2                                             | 6                | 10               | 11               | 3                    | 4                | 15               | 7                | 1                | 6                | 8                | 1                | 6                | 14               | 3                | 4                |
| Suíça           | 2                                             | 6                | 10               | 11               | 6                    | 4                | 15               | 11               | 1                | 8                | 8                | 1                | 6                | 15               | 3                | 4                |
| Noruega         | 2                                             | 6                | 11               | 11               | 6                    | 4                | 15               | 12               | 4                | 10               | 9                | 1                | 7                | 15               | 3                | 5                |
| Alemanha        | 2                                             | 7                | 14               | 11               | 7                    | 4                | 16               | 12               | 4                | 10               | 11               | 1                | 7                | 16               | 3                | 6                |
| França          | 2                                             | 7                | 16               | 11               | 7                    | 4                | 16               | 18               | 4                | 10               | 11               | 1                | 8                | 16               | 4                | 6                |
| Portugal        | 5                                             | 7                | 18               | 11               | 7                    | 4                | 17               | 18               | 5                | 10               | 11               | 1                | 8                | 18               | 4                | 6                |
| Finlândia       | 5                                             | 7                | 18               | 11               | 10                   | 5                | 18               | 18               | 8                | 10               | 13               | 1                | 8                | 18               | 4                | 6                |
| Lugar           | 13º                                           | 11º              | 1º               | 6º               | 7º                   | 13º              | 1º               | 1º               | 9º               | 7º               | 5º               | 16º              | 9º               | 1º               | 15º              | 12º              |
| Países Votantes | República Socialista Federativa da Iugoslávia | Luxemburgo       | Espanha          | Mónaco           | República da Irlanda | Itália           | Reino Unido      | Países Baixos    | Suécia           | Bélgica          | Suíça            | Noruega          | Alemanha         | França           | Portugal         | Finlândia        |
| Países Votantes | Países Pontuados                              |                  |                  |                  |                      |                  |                  |                  |                  |                  |                  |                  |                  |                  |                  |                  |

### Maestros
| País              | Maestro           |
| ----------------- | ----------------- |
| Iugoslávia        | Miljenko Prohaska |
| Luxemburgo        | Augusto Algueró   |
| Estado espanhol   | Augusto Algueró   |
| Mónaco            | Hervé Roy         |
| Irlanda           | Noel Kelehan      |
| Itália            | Ezio Leoni        |
| Reino Unido       | Johnny Harris     |
| Países Baixos     | Frans de Kok      |
| Suécia            | Lars Samuelson    |
| Bélgica           | Francis Bay       |
| Suíça             | Henry Mayer       |
| Noruega           | Øivind Bergh      |
| Alemanha          | Hans Blum         |
| França            | Franck Pourcel    |
| Portugal          | Ferrer Trindade   |
| Finlândia         | Ossi Runne        |
| Maestro anfitrião | Augusto Algueró   |

## Artistas repetentes
Em 1969, os repetentes foram:
| País (1969) | Foto     | Artista            | Ano Anterior | País Representado | Canção                  | Tradução                                  | Pontuação | Classificação |
| ----------- | -------- | ------------------ | ------------ | ----------------- | ----------------------- | ----------------------------------------- | --------- | ------------- |
| Alemanha    |          | Siw Malmkvist      | ESC 1960     | Suécia            | "Alla andra får varann" | Todos os outros agarram-se uns aos outros | 4         | 10º           |
| Luxemburgo  |          | Romuald            | ESC 1964     | Mónaco            | "Où sont-elles passées" | Onde é que elas têm estado?               | 15        | 3º            |
| Portugal    |          | Simone de Oliveira | ESC 1965     | Portugal          | "Sol de Inverno"        | Sol de Inverno                            | 1         | 13º           |
| Noruega     |          | Kirsti Sparboe     | ESC 1965     | Noruega           | "Karusell"              | Carrossel                                 | 1         | 13º           |
| Noruega     | ESC 1967 | Kirsti Sparboe     | Noruega      | "Dukkemann"       | Boneco                  | 2                                         | 14º       |               |
| Bélgica     |          | Louis Neefs        | ESC 1967     | Bélgica           | "Ik Heb Zorgen"         | Eu tenho preocupações                     | 8         | 7º            |

## Transmissão do Festival

### Países participantes
| País          | Canal                     | Comentador(es)               | Porta-voz              |
| ------------- | ------------------------- | ---------------------------- | ---------------------- |
| Iugoslávia    | Televizija Beograd        | Miloje Orlović               | Gordana Bonetti        |
| Iugoslávia    | Televizija Zagreb         | Mladen Delić                 | Gordana Bonetti        |
| Iugoslávia    | Televizija Ljubljana      | Tomaž Terček                 | Gordana Bonetti        |
| Luxemburgo    | Télé-Luxembourg           | Jacques Navadic              | TBC                    |
| Espanha       | TVE1                      | José Luis Uribarri           | Ramón Rivera           |
| Espanha       | Primer Programa RNE       | Miguel de los Santos         | Ramón Rivera           |
| Mónaco        | Télé Monte Carlo          | Pierre Tchernia              | TBC                    |
| Irlanda       | RTÉ Television            | Gay Byrne                    | John Skehan            |
| Irlanda       | Radio Éireann             | Kevin Roche                  | John Skehan            |
| Itália        | Secondo Programma         | Renato Tagliani              | Mike Bongiorno         |
| Reino Unido   | BBC1                      | David Gell and Michael Aspel | Colin-Ward Lewis       |
| Reino Unido   | BBC Radio 1               | Pete Murray                  | Colin-Ward Lewis       |
| Países Baixos | Nederland 1               | Pim Jacobs                   | Leo Nelissen           |
| Suécia        | Sveriges Radio-TV SR P3   | Christina Hansegård          | Edvard Matz            |
| Bélgica       | BRT                       | Herman Verelst               | Ward Bogaert           |
| Bélgica       | RTB                       | Paule Herreman               | Ward Bogaert           |
| Suíça         | TV DRS                    | Theodor Haller               | Alexandre Burger       |
| Suíça         | TSR                       | Georges Hardy                | Alexandre Burger       |
| Suíça         | TSI                       | Giovanni Bertini             | Alexandre Burger       |
| Noruega       | NRK                       | Sverre Christophersen        | Janka Polanyi          |
| Noruega       | NRK P1                    | Erik Heyerdahl               | Janka Polanyi          |
| Alemanha      | ARD Deutsches Fernsehen   | Hans-Joachim Rauschenbach    | Hans-Otto Grünefeldt   |
| França        | Deuxième Chaîne ORTF      | Pierre Tchernia              | Jean-Claude Massoulier |
| Portugal      | I Programa                | Henrique Mendes              | Maria Manuela Furtado  |
| Finlândia     | TV-ohjelma 1 Yleisohjelma | Aarno Walli                  | Aarre Elo              |

### Países não participantes
| País              | Canal                   | Comentador(es) |
| ----------------- | ----------------------- | -------------- |
| Áustria           | ORF                     | Willy Kralik   |
| Brasil            | TV Tupi                 | TBC            |
| Chile             | Canal 9                 | TBC            |
| Checoslováquia    | Československá televize | TBC            |
| Alemanha Oriental | Deutscher Fernsehfunk   | TBC            |
| Hungria           | MTV                     | TBC            |
| Marrocos          | SNRT                    | TBC            |
| Polónia           | TVP                     | TBC            |
| Roménia           | TVR                     | TBC            |
| União Soviética   | CT USSR                 | TBC            |
| Tunísia           | ERTT                    | TBC            |